# 迪尼亚克
迪尼亚克（法語：Dignac，法語發音：[diɲak]）是法国夏朗德省的一个市镇，位于该省东南部，属于昂古莱姆区。

## 地理
迪尼亚克（45°33'23"N, 0°16'49"E）面积27.66 平方千米，位于法国新阿基坦大区夏朗德省，该省份为法国西部内陆省份，北起德塞夫勒省和维埃纳省，东临上维埃纳省，东南至多尔多涅省，南至多爾多涅省，西接滨海夏朗德省。
与迪尼亚克接壤的市镇（或旧市镇、城区）包括：迪拉克、鲁尼亚克、塞尔、托尔萨克。
迪尼亚克的时区为UTC+01:00、UTC+02:00（夏令时）。

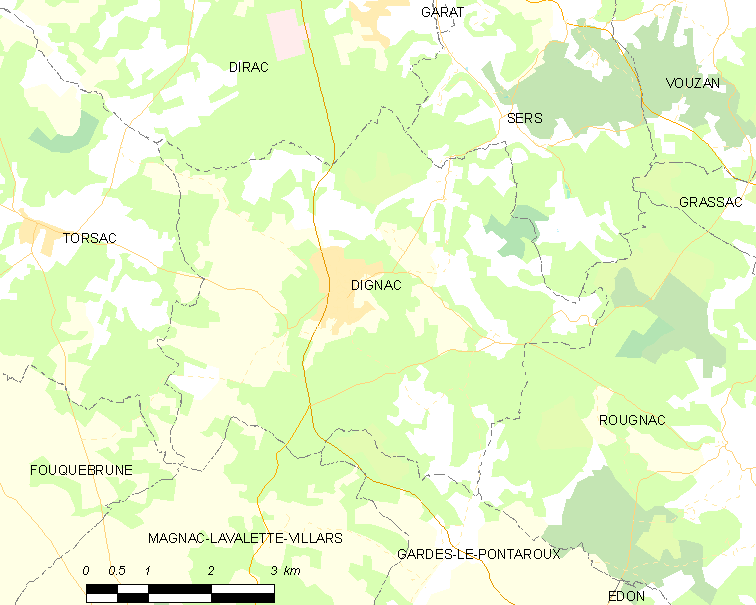
迪尼亚克的OSM定位图

## 行政
迪尼亚克的邮政编码为16410，INSEE市镇编码为16119。

## 政治
迪尼亚克所属的省级选区为博埃姆-埃谢勒县。

## 交通
昂古莱姆-佩里格干线公路（省道D939线）经过境内，另有夏朗德省省道D34线、D41线、D73线和D122线等在境内交汇。

## 人口

1962-2008年间迪尼亚克人口变化图示

迪尼亚克于2022年1月1日时的人口数量为1373人。